# Baskires
Los bashkires o bashkirios (en baskir: Башҡорттар, romanizado: Bashqorttar; en ruso: Башкиры) son un pueblo túrquico kipchak que habita en Rusia, fundamentalmente en la república de Baskortostán y en la región histórica conocida como Baskiria. Un número relevante de baskires habita la república de Tartaristán, así como en Udmurtia. Un número sustancial de hablantes viven en el krái de Perm y en Cheliábinsk, Oremburgo, Sverdlovsk y Kurgán. Existen además importantes minorías baskires en Kazajistán y Uzbekistán.
La mayoría de los baskires hablan el idioma baskir, estrechamente relacionado con los idiomas tártaro y kazajo, que pertenecen a la rama kipchak de los idiomas túrquicos; comparten afinidades históricas y culturales con los pueblos túrquicos. Los baskires son principalmente musulmanes sunitas de la madhab hanafí, o escuela de jurisprudencia, y siguen la doctrina Jadid. Anteriormente nómadas y ferozmente independientes, los baskires quedaron gradualmente bajo el dominio ruso a partir del siglo XVI; desde entonces, han jugado un papel importante a lo largo de la historia de Rusia, que culminó con su estatus autónomo dentro del Imperio ruso, la Unión Soviética y la Rusia postsoviética.

## Etnónimo e identidad
La etimología y, de hecho, el significado del endónimo Bashqort se ha discutido durante mucho tiempo. El nombre Bashqort se conoce desde el siglo X, la mayoría de los investigadores etimologizan el nombre como "principal/líder/jefe" (bash) + "lobo" (siendo qort un nombre arcaico para el animal), por lo tanto, "líder-lobo" (del antepasado héroe totémico).
Esta etimología popular prevaleciente se relaciona con una leyenda sobre la migración de las primeras siete tribus baskir desde el valle del río Sir Daria a la región del Idel-Ural. La leyenda relata que la diosa de la fertilidad del tengrianismo Umay (conocida localmente también como Omay-äsa) les dio a los baskires una tierra verde y fértil, protegida por los legendarios montes Urales (en consonancia con el famoso poema épico baskir Ural-Batyr). Se envió un lobo para guiar a estas tribus a su tierra prometida, de ahí bash-qort, "lobo líder". Los etnógrafos Vasili Tatíshchev, P. Richkov y Johann Gottlieb Georgi proporcionaron etimologías similares en el siglo XVIII.
En castellano, el nombre de este pueblo se ha escrito a veces bashkir (con terminaciones -es, -ios) por influencia de otras lenguas, o basquires y basquirios, por purismo.
Encontrar la etnogénesis de los baskires es extremadamente complicado. El sur de los Urales y las estepas adyacentes, donde se estaba formando este pueblo, ha sido durante mucho tiempo un espacio de interacción activa entre las diferentes tribus y culturas. La literatura sobre la etnogénesis de los baskires, se puede ver que hay tres hipótesis sobre el origen de los bashkires:
- Origen túrquico,[8][9][10]
- Origen ugrio,[11][12]
- Origen iranio.[13][14][15][16][17] Bajo la teoría irania sobre el origen de los bashkires - Saka-Sármatas, tribus of Dahes-Masageta Urales del Sur y la región del Caspio, que (en la historiografía moderna) por lo general se refiere a lenguas indo-iranias.[18][19][20]

## Distribución geográfica

El área poblada por los baskires según el censo nacional de 2010.

Los baskires se concentran en las faldas y llanuras adyacentes a los montes Urales en la zona sur de esa cordillera. 

## Historia

### Orígenes
El pueblo baskir estaba formado por tribus túrquicas de origen sudasiberiano y centroasiático que, antes de emigrar al sur de los Urales, deambularon durante un tiempo considerable por las estepas del mar de Aral y el río Sir Daria (actual centro-sur de Kazajistán), entrando en contacto con las tribus de pechenegos y kimek-kipchak. Por lo tanto, es posible señalar que el pueblo baskir se origina en las mismas tribus que componen los modernos kazajos, kirguisos y nogayos, pero ha habido un intercambio cultural considerable y un pequeño intercambio étnico con las tribus turcas oguz.
La migración al valle de los Urales del Sur tuvo lugar entre finales del siglo IX y principios del siglo X, en paralelo a la migración kipchak hacia el norte.

### Edad Media

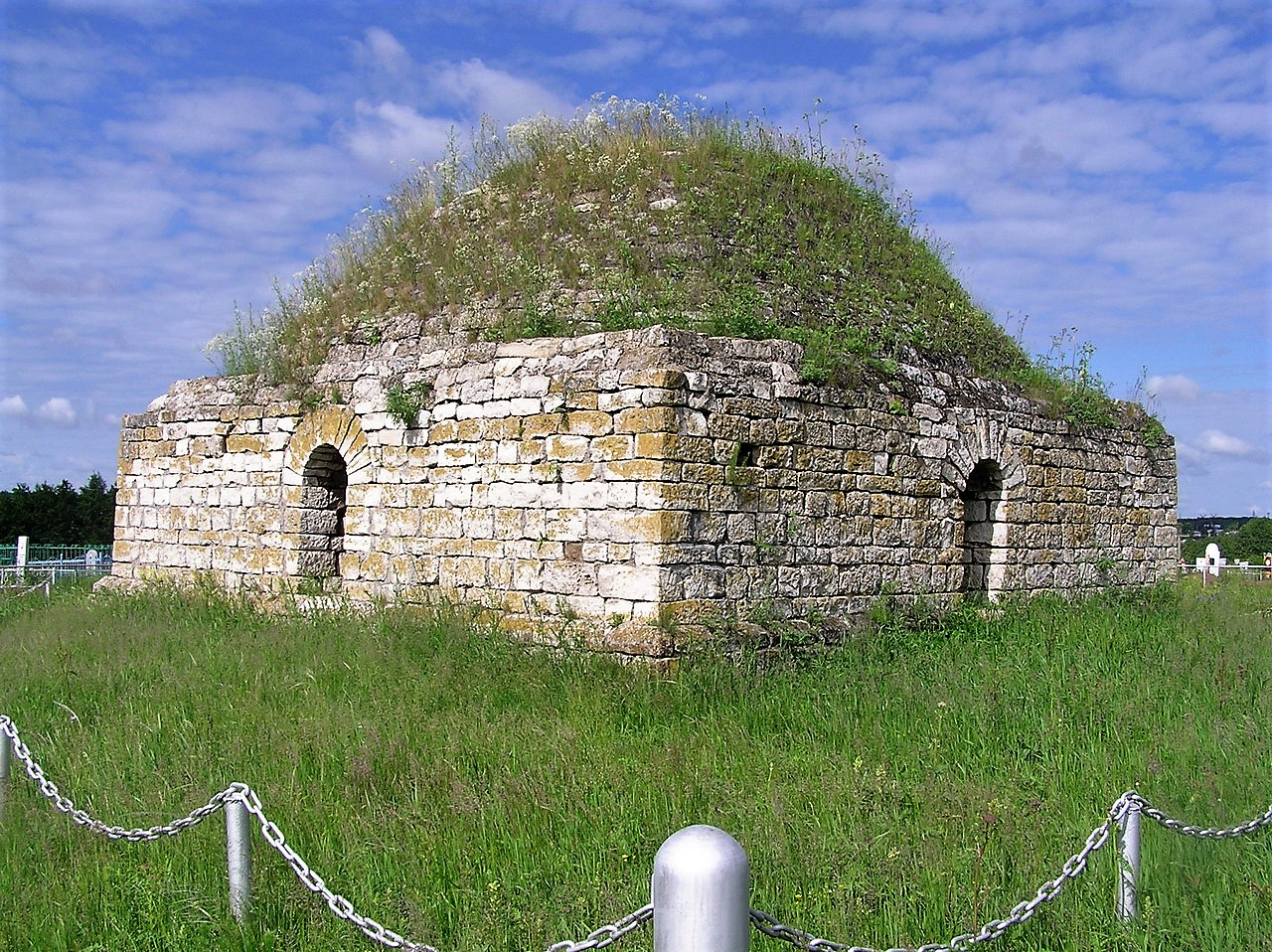
Mausoleo de Husseinbek.

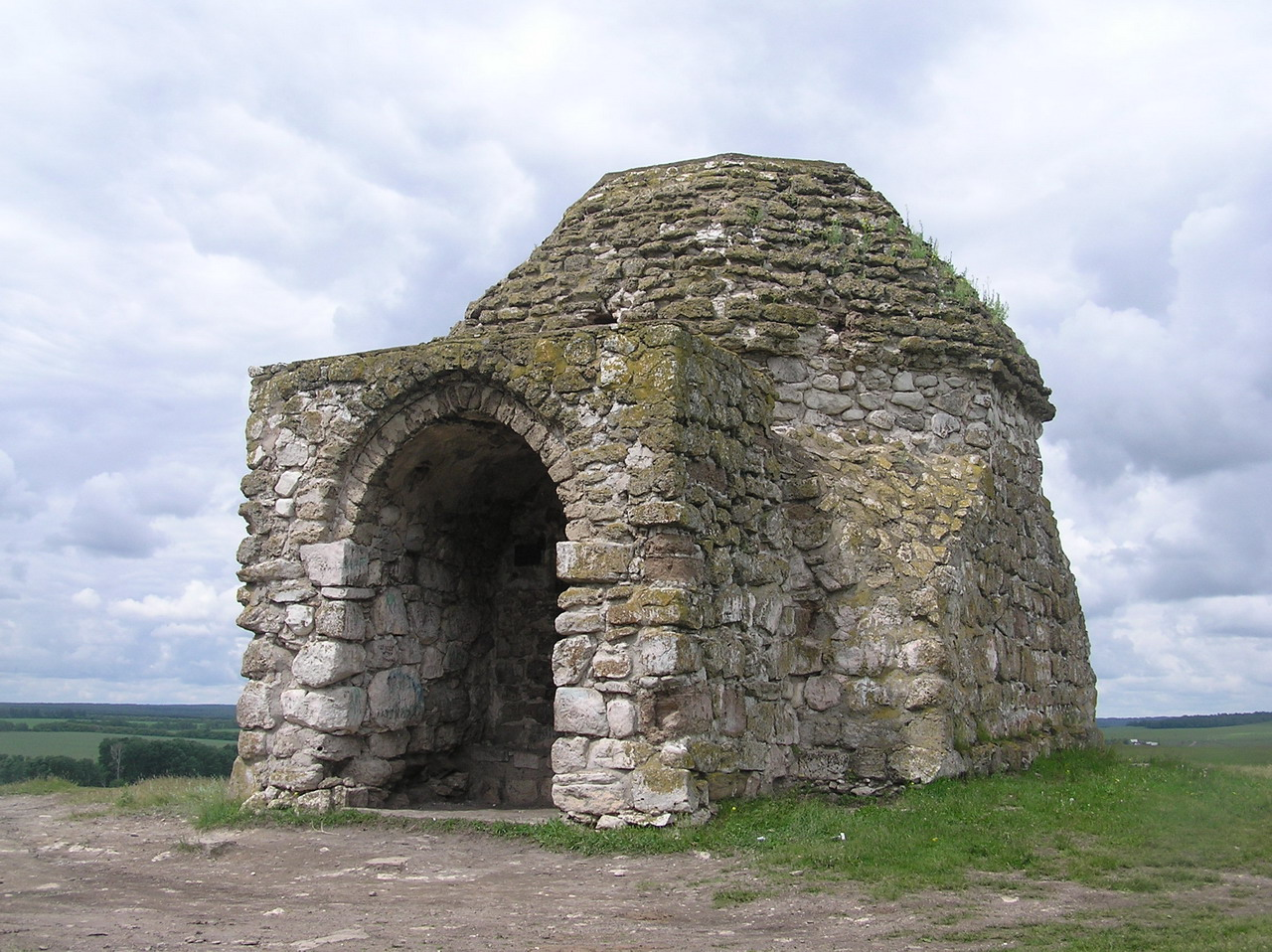
Mausoleo de Turakán.

El primer informe sobre baskires puede haber estado en la crónica china Libro de Sui (636 d. C.). Alrededor de 40 tribus turcas de Tiele fueron nombradas en la sección "Una narración sobre el pueblo de Tiele"; los baskires podrían haberse incluido en esa narración, si el nombre tribal 比干 (mandarín Bǐgān < chino medio reconstruido por Zhengzhang Shangfang:  *piɪX-kɑn) se leyera como 比千 (Bĭqiān < *piɪXt͡sʰen), según el erudito chino Rui Chuanming. En el siglo VII, los baskires también fueron mencionados en los libros Ashjaratsuyts armenios. Sin embargo, estas menciones pueden referirse a los precursores de las tribus baskir kipchak que viajaron por la región del mar de Aral y el río Sir Daria antes de la migración. El Libro de Sui puede haber mencionado "bashkires" cuando los pueblos túrquicos todavía viajaban por el sur de Siberia.
En el siglo IX, durante la migración de los baskires a la región del Volga-Ural, se atestiguan los primeros informes escritos árabes y persas sobre baskires. Estos incluyen informes de Sallam al-Tardjuman, quien alrededor de 850 viajó a los territorios de los baskires y delineó sus fronteras.
En el siglo X, el historiador y erudito persa Abu Zayd al-Balji describió a los baskires como un pueblo dividido en dos grupos: uno que habitaba los Urales del Sur y el otro que vivía en la llanura del Danubio cerca de los límites de Bizancio. Ahmad ibn Rustah, contemporáneo de Abu Zayd al-Balji, observó que los baskires eran un pueblo independiente que ocupaba territorios a ambos lados de la cordillera de los Urales entre los ríos Volga, Kama y Tobol y el curso alto del río Ural.
El nombre baskir aparece por vez primera a comienzos del siglo X en los textos del escritor árabe Ahmad ibn Fadlan, que al describir sus viajes a la Bulgaria del Volga como embajador del califa de Bagdad Al-Muqtádir, menciona a los baskires como una raza guerrera e idólatra. Según ibn Fadlan, los baskires adoraban a doce dioses: el invierno, el verano, la lluvia, el viento, los árboles, las personas, los caballos, el agua, la noche, el día, la muerte, el cielo y la tierra, y el más destacado, el dios del cielo. También comenta que adoraban ídolos fálicos. Aparentemente, el Islam ya había comenzado a extenderse entre los baskires, ya que uno de los embajadores era un baskir musulmán. Según el testimonio de Ibn Fadlan, los baskires eran turcos que vivían en las laderas del sur de los Urales y ocupaban un vasto territorio hasta el río Volga. Limitaban con los turcos oguz al sur, los pechenegos al sureste y los búlgaros del Volga al oeste. En aquella época, los baskires eran ganaderos nómadas. 
La fuente más antigua que da una descripción geográfica del territorio basquir, Divanu Lugat'it Turk (1072-1074) de Mahmud al-Kashgari, incluye un mapa con una región trazada llamada Fiyafi Bashqyrt (las estepas baskires). A pesar de la falta de muchos detalles geográficos, el croquis indica que los baskires habitaban un territorio que limita con el mar Caspio y el valle del Volga al oeste, los montes Urales al noroeste y el valle de Irtish al este, por lo que dando un contorno aproximado del área. Hasta el siglo XIII ocuparon los territorios entre el río Volga y el río Kama y los montes Urales.
Said al-Andalusi y Mohammad al-Idrisi mencionan a los baskires en el siglo XII. Los autores del siglo XIII Ibn Said al-Maghribi, Yaqut al-Rumi y Zakariya al-Qazwini, y los autores del siglo XIV Al-Dimashqi y Abu ul-Fida también escribieron sobre los baskires. Las primeras fuentes europeas que mencionan a los baskires son las obras de Joannes de Plano Carpini y Guillermo de Rubruquis en el siglo XIII. Estos viajeros, que se encontraron con las tribus baskires en la parte alta del río Ural, los llamaron Pascatir y afirmaron que hablaban la misma lengua que los húngaros.
En 1226, Gengis Kán había incorporado las tierras de Baskortostán a su imperio. Durante los siglo XIII y XIV, todo Baskortostán era un componente de la Horda del Oro. El hermano de Batú-Kan, Sheibani, recibió las tierras baskires al este de los Montes Urales.
Después de la desintegración del Imperio mongol, los Bashkirs se dividieron entre la Horda de Nogái, el kanato de Kazán y el kanato de Siberia, fundados en el siglo XV.

### Edad Moderna
A mediados del siglo XVI, los baskires fueron conquistados gradualmente por el Zarato ruso tras la caída del Kanato de Kazán a manos de Iván El Terrible. Los documentos primarios pertenecientes a los baskires durante este período se han perdido, aunque algunos se mencionan en los shezhere (árboles genealógicos). Durante el período imperial ruso, los rusos y los tártaros comenzaron a emigrar a Baskortostán, lo que provocó eventuales cambios demográficos en la región. El reclutamiento de baskires para el ejército ruso y tener que pagar altos impuestos presionó a muchos de ellos a adoptar un estilo de vida más asentado y abandonar lentamente su antiguo pasado de pastores nómadas.
En la historiografía de Rusia existen tres puntos de vista acerca del carácter de dicha incorporación: voluntario (Vasili Tatíshchev, Nikolái Karamzín), forzoso (Serguéi Soloviov) y mixto de ambos (Anvar Asfandiyárov, Niyaz Mazhítov). En 1574, fue fundada la ciudad de Ufá para defensa de los kirguises y dio comienzo la recaudación de impuestos de los baskires. A finales del siglo XVI y principios del XIX, los bashkires ocuparon el territorio desde el río Silva en el norte, hasta las cabeceras del río Tobol en el este y la corriente media del río Ural en el sur; en los cis-Urales y los meridionales, los Urales medios que incluyen el territorio del Volga y Trans-Uralsto, y la orilla oriental del río Volga en el suroeste.
Los baskires participaron en las rebeliones de 1662-64, 1681-84 y 1704-11. En 1676, los baskires se rebelaron bajo un líder llamado Seyid Sadir o 'Seit Sadurov', y el ejército ruso tuvo grandes dificultades para poner fin a la rebelión. Los baskires se levantaron nuevamente en 1707, bajo Aldar y Kûsyom, debido a los malos tratos percibidos por parte de los funcionarios imperiales rusos.
En la fundación de Oremburgo en 1735, la cuarta insurrección ocurrió en 1735 y duró seis años. Iván Kirillov formó un plan para construir el fuerte que se llamaría Orenburg en Orsk en la confluencia del río Or y el río Ural, al sureste de los Urales, donde se unían las tierras baskires, kalmikias y kazajas. El trabajo en fuerte de Orenburgo comenzó en Orsk en 1735. Sin embargo, en 1743, el sitio de Orenburgo se trasladó otros 250 km al oeste hasta su ubicación actual. La próxima construcción planificada iba a ser un fuerte en el Mar de Aral. La consecuencia del fuerte del mar de Aral implicaría cruzar las tierras de la Horda Menor baskir y kazaja, algunas de las cuales habían ofrecido recientemente una sumisión nominal a la Corona rusa.

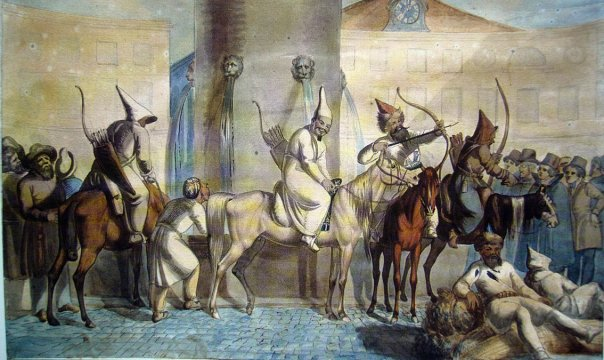
Baskires en París durante las guerras napoleónicas, 1814

El lado sur de Baskiria fue dividido por la línea de fuertes de Oremburgo. Los fuertes iban desde Samara en el este del Volga hasta las cabeceras del río Samara. Luego cruzó hacia la mitad del río Ural y siguió el curso del río hacia el este y luego hacia el norte en el lado este de los Urales. Luego se dirigió hacia el este a lo largo del río Uy hasta Ust-Uisk en el río Tobol, donde se conectó con la mal definida 'Línea Siberiana' a lo largo del límite entre el bosque y la estepa.
En 1774, los baskires, bajo el liderazgo de Salavat Yuláyev, apoyaron el levantamiento de Pugachov pero fueron derrotados. En 1786, los baskires lograron el estado libre de impuestos; y en 1798 Rusia formó un ejército irregular de baskires.

### Edad Contemporánea
Durante las Guerras Napoleónicas, muchos baskires sirvieron como mercenarios en el ejército ruso para defenderse de los invasores franceses durante la invasión de Rusia por parte de Napoleón. Posteriormente, los batallones basquires fueron los combatientes más notables durante las guerras napoleónicas en la meseta del norte de Alemania y Holanda. Los holandeses y los alemanes llamaron a los baskires "Amures del Norte", probablemente porque la población no sabía quiénes eran realmente los baskires o de dónde venían, por lo que el uso de amures en el nombre puede ser una aproximación. Estos batallones fueron considerados como los liberadores de los franceses, sin embargo, las fuentes militares rusas modernas no atribuyen estos logros a los baskires. Estos regimientos también sirvieron en la batalla de París y la posterior ocupación de Francia por las fuerzas de la coalición.

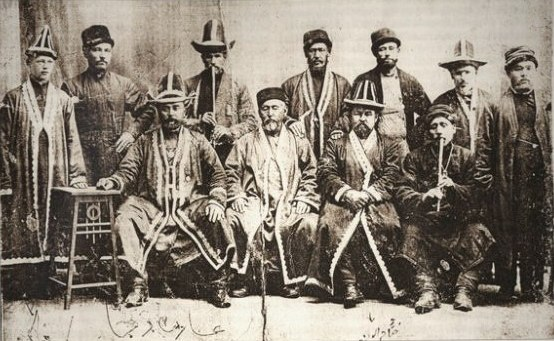
Baskires en Orenburgo, en la celebración del 100 aniversario de la victoria en la Invasión napoleónica de Rusia.

Después de la revolución rusa de 1917, la Qoroltays (convención) de Todos los Baskires concluyó que era necesario formar una república baskir independiente dentro de Rusia. Como resultado, el 15 de noviembre de 1917, el Shuro (Consejo) Regional baskir, gobernado por Zeki Velidi Togan, proclamó el establecimiento de la primera república baskir independiente en áreas de población predominantemente baskir: las provincias de Orenburgo, Perm, Samara, Ufa y la entidad autónoma Baskurdistán el 15 de noviembre de 1917. Esto convirtió efectivamente a Baskortostán en la primera república túrquica democrática de la historia.
En marzo de 1919, se formó la República Autónoma Socialista Soviética de Baskiria sobre la base de acuerdos del gobierno ruso.
Durante la Segunda Guerra Mundial, los soldados baskires sirvieron en el Ejército Rojo para defender la Unión Soviética y lucharon contra los alemanes durante la invasión alemana de la Unión Soviética.
El 11 de octubre de 1990 se proclamó la Declaración de Soberanía del Estado por parte del Consejo Supremo de la República de Baskortostán. El 31 de marzo de 1992, Baskortostán firmó un acuerdo federal sobre la delimitación de poderes y áreas de jurisdicción y la naturaleza de las relaciones contractuales entre las autoridades de la Federación Rusa y las autoridades de las repúblicas soberanas en su composición, incluida la República de Baskortostán.

## Idioma

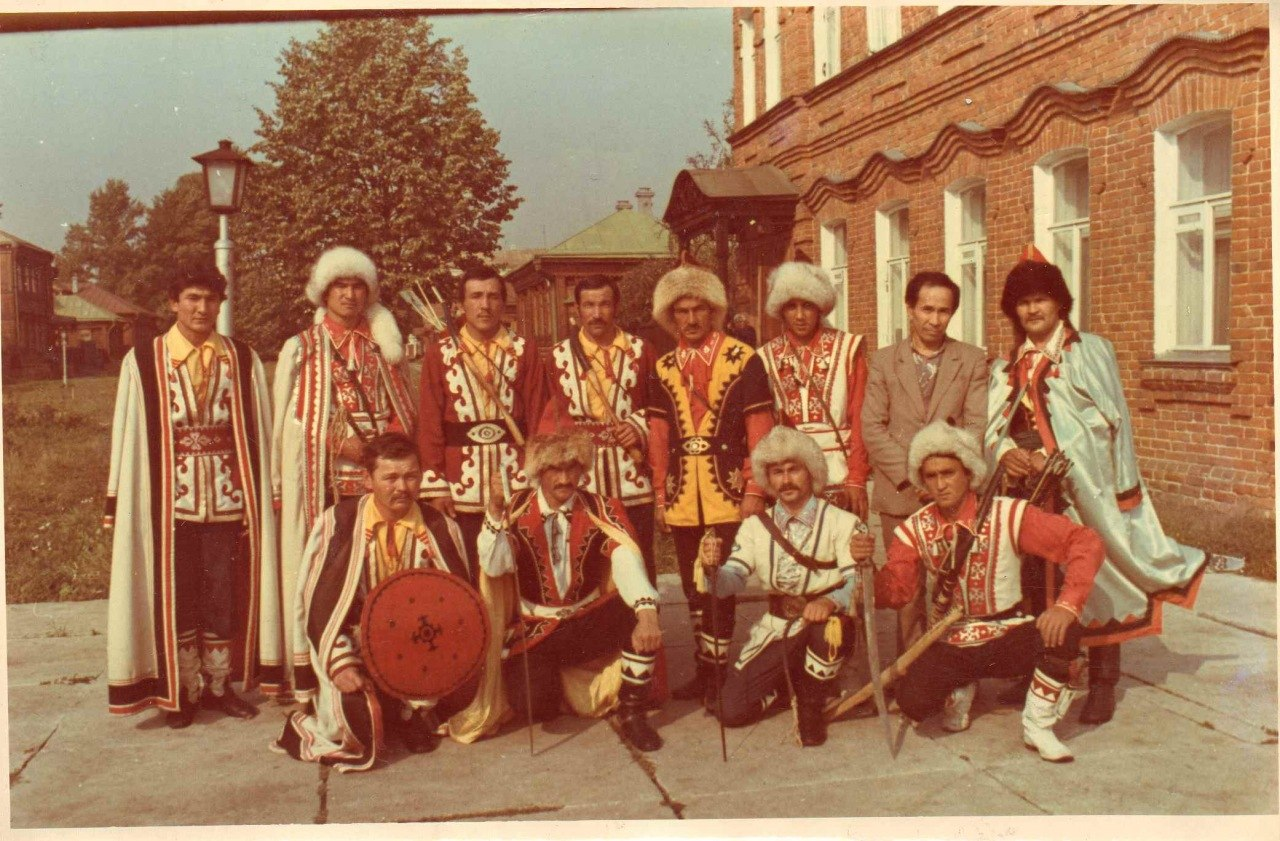
Bashkirs de la provincia de Baymak, 1998

El idioma bashkir es un idioma túrquico del grupo kipchak o noroccidentales. Tiene tres dialectos principales: Sur, Este y Noroeste ubicados en el territorio del Baskortostán histórico. El censo ruso de 2010 registró 1.152.404 hablantes de baskir en la Federación Rusa. El idioma baskir es nativo de 1.133.339 baskires (71,7% del número total de baskires). El idioma tártaro se informó como la lengua materna de 230.846 baskires (14,6%) y el ruso como lengua materna de 216.066 baskires (13,7%). La mayoría de los baskires son bilingües en baskir y ruso.
La primera aparición de un idioma baskir se remonta al siglo IX en forma de inscripción en piedra usando un alfabeto rúnico; lo más probable es que este alfabeto se derive de la variante yeniséi de la antigua escritura rúnica turca. Esta versión arcaica de un idioma baskir sería más o menos un dialecto del idioma protokipchak; sin embargo, desde entonces, el idioma baskir ha pasado por una serie de cambios de vocales y consonantes, que son el resultado de una historia literaria común compartida. con el idioma tártaro desde la formación de la confederación de Cumania, cuando los búlgaros del Volga comenzaron a recibir la influencia turca kipchak y se convirtieron en los tártaros del Volga, muy probablemente entre los siglo X y XI. Los idiomas nogayo y karachayo-balkar son probablemente los idiomas existentes que suenan más parecidos al extinto idioma protokipchak baskir.
Desde un arco de tiempo de aproximadamente 900 años, el idioma baskir y el idioma tártaro, que anteriormente eran idiomas completamente diferentes, se "fundieron" en una serie de dialectos de un idioma común  conocido como antiguo tártaro o kipchak del Volga. Los tártaros del Volga y los baskires son y siempre fueron dos pueblos de orígenes, culturas e identidades completamente diferentes, pero debido a una historia literaria común compartida en un arca de 900 años, los dos idiomas terminaron en un idioma común, hablado en diferentes dialectos con características dependiendo de las personas que las hablaron. Por ejemplo, los dialectos hablados por los baskires tienden a tener un acento que en su mayoría se parece a otros idiomas kipchak, como el kirguís, el kazajo, el nogayo, el karakalpako y muchos otros idiomas del subgrupo kipchak, mientras que los dialectos hablados por los tártaros del Volga tienen acentos más parecidos al idioma bulgárico hablado antes de la invasión de los cumanos.
A principios del siglo XX, sobre todo durante la revolución rusa, cuando Baskortostán y Tataristán se convirtieron en dos repúblicas diferentes, la lengua baskir y tártaro se definieron como dos lenguas literarias separadas, cada una de ellas basada en los dialectos más distintos del idioma kipchak del Volga hablado por los pueblos baskir y tártaro del Volga.
El alfabeto cirílico es el alfabeto oficial utilizado para escribir baskir.

## Demografía
La población étnica baskir se estima en 2 millones de personas (2009 SIL Ethnologue). El censo ruso de 2010 registró 1.584.554 baskires étnicos en Rusia, de los cuales 1.172.287 baskires viven en Baskortostán (29,5% de la población total de la república).
Además de la propia República de Bashkortostán, los baskires viven en Rusia, así como en los estados del extranjero cercano y lejano. Alrededor de un tercio de todos los baskires viven actualmente fuera de la república. Como resultado de la colonización, la política de tierras del estado, la migración de población, los movimientos de reasentamiento y la división administrativo-territorial, se formaron grupos étnicos de baskires Trans-Ural, baskires Irgiz-Kamelik, baskires Kamsko-Ik, baskires de Oremburgo o los baskires de Perm.
En el extranjero, los baskires viven principalmente en: Kazajistán, 17.263 personas (2009); Ucrania, 4.253 personas (2001); Turkmenistán, 3.820 personas (1995); Uzbekistán, 3.707 personas (2000); Kirguistán, 1.111 personas (2009); Bielorrusia, 607 personas (2009); Letonia, 230 personas (2020); Tayikistán, 143 personas (2010); o Estonia, 112 personas (2011).
|           | Unión Soviética | Imperio ruso, RSFS de Rusia, Rusia | Gobernación de Oremburgo | Gobernación de Ufá | RASS de Baskiria, Baskortostán | RASS Tártara, Tartaristán | Óblast de Cheliábinsk |
| --------- | --------------- | ---------------------------------- | ------------------------ | ------------------ | ------------------------------ | ------------------------- | --------------------- |
| 1865      | —               | н.д.                               | 206 895                  | 619 732            | —                              | —                         | —                     |
| 1897      | —               | 1 321 363                          | 254 561                  | 899 910            | —                              | —                         | —                     |
| 1912-1913 | —               | н.д.                               |                          | 846 413            | —                              | —                         | —                     |
| 1917      | —               | н.д.                               | 290 541                  |                    | —                              | —                         | —                     |
| 1920      | —               | 1 402 368                          | 346                      | 807 213            | 371 884                        |                           | —                     |
| 1926      | 713 693         | 712 366                            | 15 081                   | —                  | 625 845                        | 1 752                     | —                     |
| 1939      | 843 648         | 824 679                            | —                        | —                  | 671 188                        | 931                       | 70 358                |
| 1959      | 989 040         | 953 801                            | —                        | —                  | 737 711                        | 2 063                     | 88 480                |
| 1970      | 1 239 681       | 1 180 913                          | —                        | —                  | 892 248                        | 2 888                     | 117 537               |
| 1979      | 1 371 452       | 1 290 994                          | —                        | —                  | 935 880                        | 9 256                     | 133 682               |
| 1989      | 1 449 157       | 1 345 273                          | —                        | —                  | 863 808                        | 19 106                    | 161 169               |
| 2002      | —               | 1 673 389                          | —                        | —                  | 1 221 302                      | 14 911                    | 166 372               |
| 2010      | —               | 1 584 554                          | —                        | —                  | 1 172 287                      | 13 726                    | 162 513               |

Las regiones con el número de basquires de más de 100 mil personas se muestran de acuerdo con los resultados del censo.

## Genética

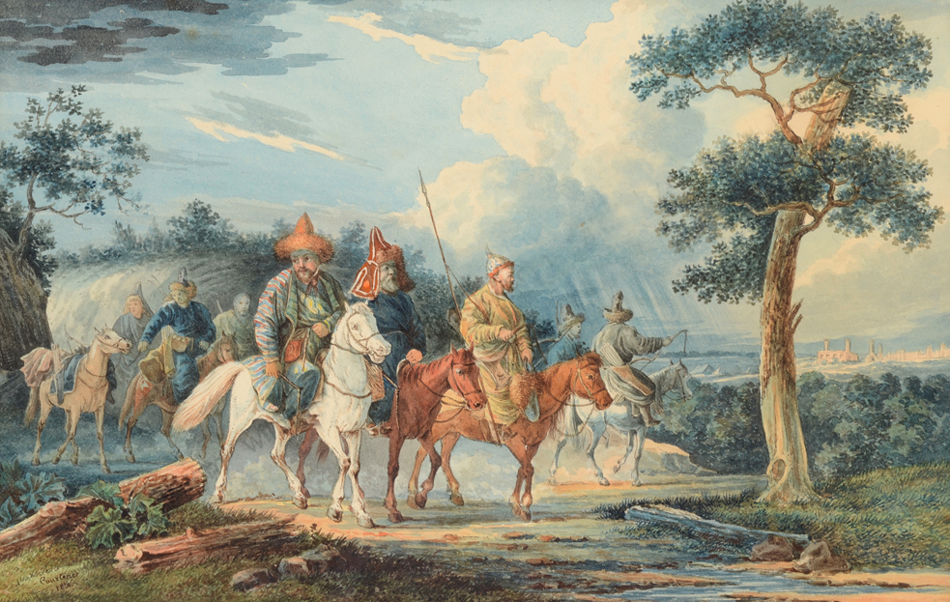
Cosacos baskires sobre 1813

El estudio de varios marcadores genéticos ha dejado claro que los baskires, del mismo modo que todas las demás poblaciones de la región Volga-Ural, presentan un patrón de frecuencias alélicas que se sitúa a medio camino del que muestran los europeos y los asiáticos, aunque su patrimonio génico guarda más parecido al de los caucasoides que al de los mongoloides. 
Respecto a la relación de los baskires con sus poblaciones vecinas, distintos marcadores los sitúan de distinta manera. Dos trabajos publicados en 2008, por ejemplo, dan dos puntos de vista completamente diferentes. El artículo de Noskova et al., basado en el estudio del polimorfismo ligado al gen 5-HTT (5-HTTLPR), sitúa a los baskires cerca de los tártaros, mientras los rusos quedan en un grupo aparte. En cambio, la publicación de principios de 2008 de Korytina et al. agrupa a tártaros y rusos dejando a los baskires aparte, sobre la base de las frecuencias obtenidas de los polimorfismos de los genes CYP1A1 y CYP1A2 que codifican para el citocromo P450.
Siendo la zona del río Volga un lugar de tránsito por donde han pasado incontables migraciones humanas durante decenas de miles de años, cabe pensar que los pueblos que la pueblan, los baskirios por ejemplo, presenten un patrimonio genético que dé muestras de una gran mezcla de genes de distinta procedencia. Esto hace que sea difícil establecer relaciones con otros pueblos de Asia Central y Europa. Por ejemplo, mientras Shabrova et al. concluían en 2004 que los baskirios están más cercanamente emparentados con los yakut (que viven en el centro-este de Siberia), Verbenko et al., un año más tarde, los agrupaban con los demás grupos altaicos de la zona. Todo esto demuestra que no es fácil dilucidar cuales son las relaciones entre los distintos grupos poblacionales que han surgido tras milenios de mezcla entre pueblos de distinto origen.
Por otro lado, los baskires presentan ciertas peculiaridades genéticas que los distinguen del resto. La prevalencia de la esclerosis múltiple es de 2 a 3 veces menor en los baskirios que en las poblaciones circundantes (rusos, tártaros y chuvashes) y, según Borinskaya et al. (2004), su frecuencia del alelo R7 del gen DRD4 es especialmente baja. Además, presentan diversidades dispares para distintos marcadores: si para el gen IT15 demuestran ser una población muy homogénea, para otros marcadores su diversidad alélica es mucho mayor que el de las poblaciones vecinas (Shabrova et al., 2004).
Pero, seguramente, la característica genética más peculiar de la población baskir sea la relativamente alta prevalencia del haplogrupo R1b del cromosoma Y, que si bien es de un 47% en la población global de baskires, puede llegar hasta el 86% en los baskirios de la zona de Perm. Estos valores, aún la prevalencia en la población general, son muy altos en comparación a las frecuencias que el haplogrupo R1b presenta en otras poblaciones de la zona (tártaros: 6%; chuvashes: 12%; mari: 5%; udmurt: 9,2% y rusos: < 8%). No hay que olvidar que este haplogrupo es el dominante en Europa Occidental y que alcanza sus picos de prevalencia entre los vascos, los galeses y los irlandeses (> 90%).
Todos estos datos han llevado a ciertos investigadores a proponer la teoría de que el haplogrupo R1b se originó en la zona de Ufa y que después se dispersó por toda Europa con los primeros humanos modernos que colonizaron el continente: los hombres de Cro-Magñon.

## Cultura

### Modo de vida

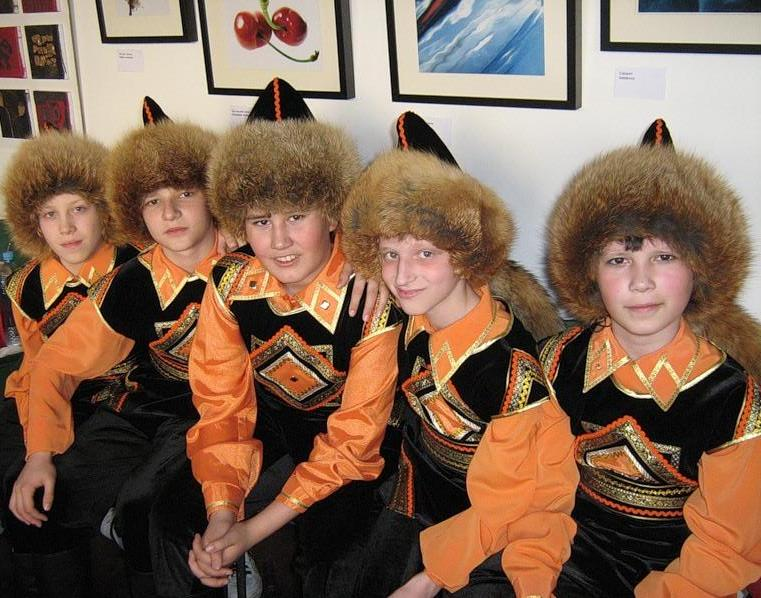
Jóvenes baskires (2011).

Algunos baskires han practicado la agricultura, la ganadería sedentaria y la apicultura. Los baskires nómadas han errado entre las montañas y las estepas con su ganado trashumante.  La apicultura en colmenas silvestres es otra tradición comprobada, que se practica en el mismo distrito de Burziansk, cerca de la cueva de Kapova.
Los baskires tienen fama de ser un pueblo hospitalario y a la vez desconfiado.

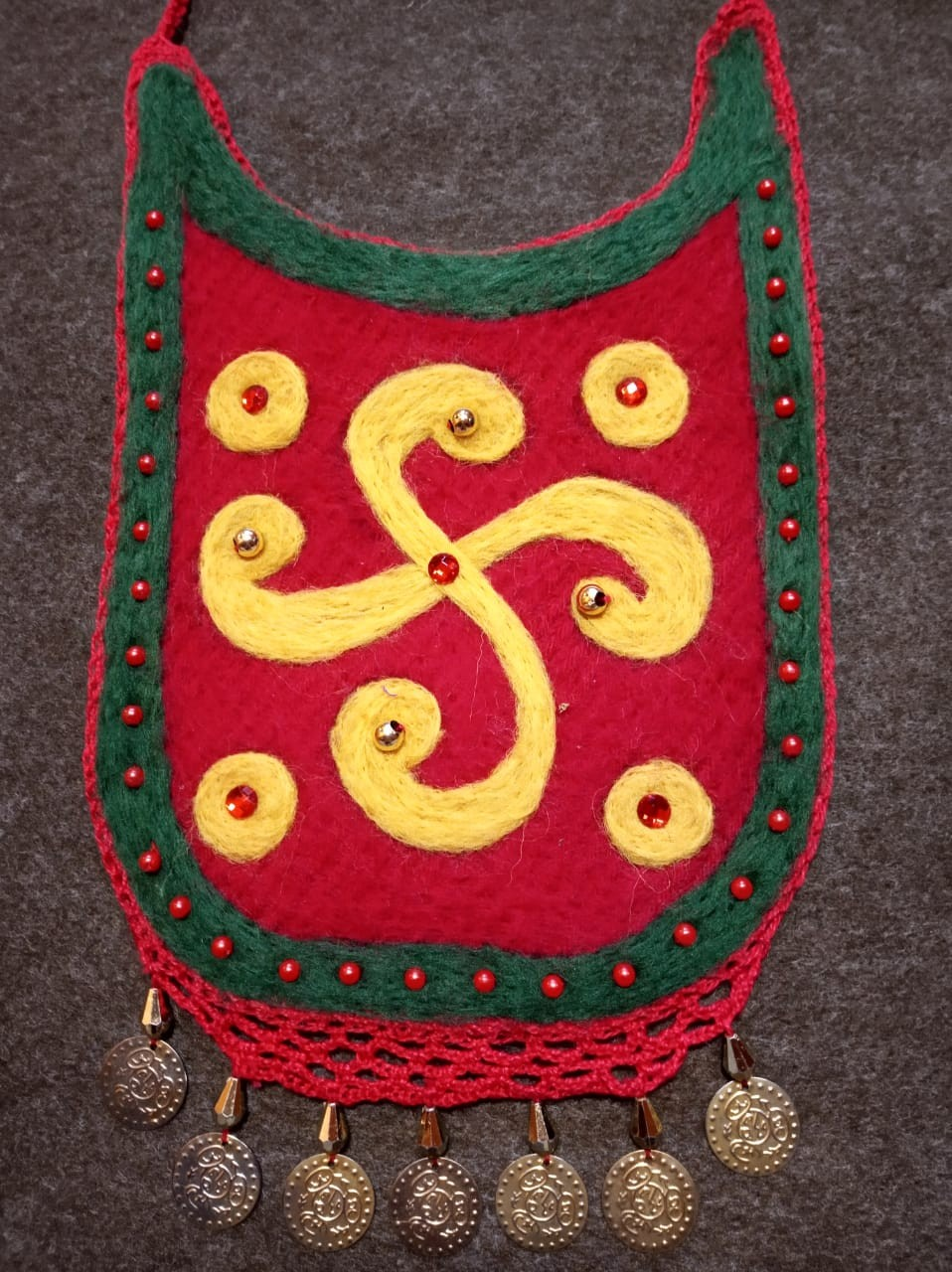
Patrón de bordado baskir

### Literatura
Los baskires tienen un rico folclore que hace referencia a la historia temprana de este pueblo. A través de las obras de su tradición popular oral, se conservan las opiniones de los antiguos baskires sobre la naturaleza, su sabiduría, psicología e ideales morales. La composición literaria de la tradición oral baskir es diversa en género: cuentos épicos y de hadas, leyendas y tradiciones, acertijos, canciones (rituales, épicas o líricas), etc.
Los poemas baskires, al igual que las creaciones épicas de otros pueblos, tienen su origen en la antigua mitología túrquica; de hecho, la cultura del cuento épico baskir puede considerarse una versión más desarrollada y ampliada de la antigua cultura épica turca. La mayoría de los poemas de la mitología baskires se escribieron y publicaron como libros a principios del siglo XX; estos poemas componen una gran parte de la literatura del pueblo baskir y son ejemplos importantes de una cultura turca más desarrollada. Algunos de estos poemas cobraron importancia a nivel continental, como por ejemplo el poema épico el Ural Batyr, que narra la historia del héroe legendario Ural, de donde viene es el origen del nombre de la frontera natural entre Europa y Asia, los montes Urales. Otros poemas constituyen una gran parte de la identidad nacional baskir, otros cuentos además del Ural Batyr incluyen Aqbuzat, Qara yurga, Aqhaq qola, Kongur buga, Uzaq Tuzaq y muchos otros.

#### Ural Batyry su influencia
El poema Ural Batyr es una epopeya que incluye deidades del panteón tengrianista y se basa en la concepción baskir preislámica del mundo. En Ural Batyr, el mundo tiene tres niveles e incluye una trinidad celestial, terrenal y subterránea (bajo el agua): en el cielo, reside el rey celestial Samrau, sus esposas son el Sol y la Luna, tiene dos hijas, Umay y Aijylu, que se encarnan en forma de pájaros o hermosas chicas. En Ural Batyr, Umay se encarna en un cisne y luego asume el aspecto de una hermosa niña a medida que avanza la historia.
La gente vive en la tierra, los mejores de los cuales prometen honor y respeto a la existencia de la naturaleza. El tercer mundo es el mundo subterráneo, donde viven los devas (también singular deva o div, encarnados en serpiente) la encarnación de las fuerzas oscuras, que viven bajo tierra. A través de las acciones y divisiones del mundo relatadas en Ural Batyr, los baskires expresan una visión maniquea del bien y del mal. El héroe legendario Ural, que posee un poder titánico, supera dificultades increíbles, destruye al deva y obtiene "agua viva" (la idea del agua en la naturaleza, en el panteón baskir preislámico de la mitología túrquica, se considera un espíritu de vida) .
Ural obtiene así el "agua viva" para vencer a la muerte en nombre de la existencia eterna del hombre y de la naturaleza. Ural no bebe el "agua viva" para vivir eternamente. En cambio, decide brillar a su alrededor, morir y donar la eternidad al mundo, la tierra marchita se vuelve verde. Ural muere y de su cuerpo emergen los Montes Urales.

### Religión
En el período preislámico, los baskires practicaban el animismo y el chamanismo, e incorporaron la cosmogonía del tengrianismo.
El pueblo baskir comenzó a convertirse al Islam en el siglo X. El viajero árabe Ibn Fadlan en 921 conoció a algunos de los baskires, que ya eran musulmanes. La afirmación final del Islam entre los baskires ocurrió en las décadas de 1320 y 1330 durante el período de la Horda de Oro. El mausoleo de Hussein-Bek, lugar de enterramiento del primer imán del Baskortostán histórico, se conserva en el Baskortostán contemporáneo y es un edificio del siglo XIV. Catalina II de Rusia estableció la Asamblea Espiritual Mahometana de Oremburgo en 1788 en Ufá, que fue el primer centro administrativo musulmán en Rusia.
El renacimiento religioso entre los basquires comenzó a principios de la década de 1990. Según Talgat Tadzhuddin, en 2010 había más de 1000 mezquitas en Baskortostán.

Los baskires son predominantemente musulmanes sunitas que siguen el madhab hanafí.

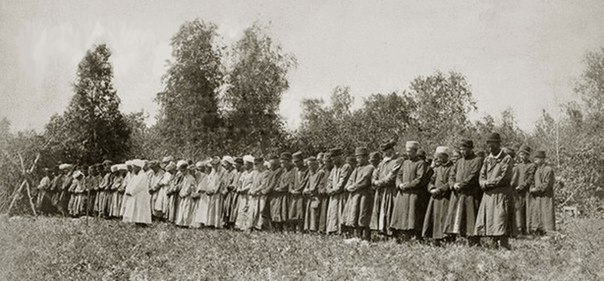
Baskires en la oración del mediodía en las cercanías del pueblo Muldakaevo (1890).

### Música
Los baskires tienen un estilo de canto armónico llamado özläü (a veces escrito uzlyau; en baskir: Өзләү), que casi se ha extinguido. Además, los baskires también cantan uzlyau mientras tocan el quray, un instrumento nacional. Esta técnica de vocalizar en una flauta también se puede encontrar en la música folclórica de zonas tan al oeste como los Balcanes o Hungría.

### Cocina
El plato tradicional baskir es el bishbarmaq, que se prepara con carne hervida y halma (un tipo de fideo), espolvoreado con hierbas y sazonado con cebolla y algo de qorot (queso joven seco). Los productos lácteos son otra característica notable de la cocina baskir: los platos a menudo se sirven con productos lácteos, y pocas celebraciones ocurren sin la porción de qorot o qaymaq (crema agria).

## Personas ilustres
- Salavat Yuláyev (1752-1800), revolucionario y poeta baskir.
- Mustái Karim (1919-2005), poeta baskir.
- Askar Abdrazákov (1969), bajo lírico baskir.
- Ildar Abdrazákov (1976), bajo lírico baskir.
- Rudolf Nuréyev (1938-1993),  bailarín clásico.